# Radiobølger
Radiobølger er elektromagnetiske bølger i det frekvensområde, man normalt benytter til radiotransmissioner. Bølgerne spredes gennem luften på en bærebølge, fra radiosender til radiomodtager. Omsætningen mellem elektriske svingninger i antenneledningen til radiobølgerne i luften sker i antennen, der i princippet er to ledninger, hvortil der tilføres en vekselspænding.
Radiobølgens natur ligner lysets, og de har samme udbredelseshastighed i vakuum, nemlig 299.792.458 m/s. Radiobølgen karakteriseres oftest ved dens frekvens der måles i Hertz (Hz), men den kan også karakteriseres ved dens bølgelængde i vakuum. 

## Atmosfærisk støj og menneskelavet støj
Der er en radiostøj som funktion af frekvensen, som modtages af radioantenner (se figur). Denne støj varierer med mængden af atmosfærisk støj (sorte kurver), solens solfakler og solpletter (indvirker på de sorte kurver), galaksestøj (radiostøj stiblede sorte kurve til højre) - og hvor meget elektrisk støj (typisk nærfeltstøj), som bliver lavet i en boligs nærområde eller som ledes via elnettet (eksempel rød streg).

## Frekvenser
De radiofrekvenser, som anvendes til radiobølger, er vist i tabellen nedenfor: 
| ITU frekvensinterval. Lav grænse ikke med. Høj grænse med. | ITU bølgelængdeinterval i vakuum. Høj grænse ikke med. Lav grænse med. | International engelsk ITU frekvensbenævnelse | International ITU frekvensforkortelse | ITU bånd | Danske frekvensbenævnelser | Danske bølgelængdebenævnelser i vakuum |
| ---------------------------------------------------------- | ---------------------------------------------------------------------- | -------------------------------------------- | ------------------------------------- | -------- | -------------------------- | -------------------------------------- |
| 3–30 kHz                                                   | 100–10 km                                                              | Very low frequency                           | VLF                                   | 4        |                            | Myriameterbølger                       |
| 30–300 kHz                                                 | 10–1 km                                                                | Low frequency                                | LF                                    | 5        | Lavfrekvens                | Kilometerbølger Langbølger             |
| 300 kHz – 3 MHz                                            | 1 km – 100 m                                                           | Medium frequency                             | MF                                    | 6        | Mellemfrekvens             | Hectometerbølger Mellembølger          |
| 3–30 MHz                                                   | 100–10 m                                                               | High frequency                               | HF                                    | 7        | Højfrekvens                | Decameterbølger Kortbølger             |
| 30–300 MHz                                                 | 10–1 m                                                                 | Very high frequency                          | VHF                                   | 8        |                            | Meterbølger Ultrakorte bølger          |
| 300 MHz – 3 GHz                                            | 1 m – 10 cm                                                            | Ultra high frequency                         | UHF                                   | 9        |                            | Decimeterbølger (mikrobølger)          |
| 3–30 GHz                                                   | 10–1 cm                                                                | Super high frequency                         | SHF                                   | 10       |                            | Centimeterbølger (mikrobølger)         |
| 30–300 GHz                                                 | 1 cm – 1 mm                                                            | Extremely high frequency                     | EHF                                   | 11       |                            | Millimeterbølger (mikrobølger)         |
| 300–3000 GHz                                               | 1 mm – 0,1 mm                                                          | Tremendously high frequency                  | THF (kilde ikke ITU)                  | 12       |                            | Decimillimeterbølger T-bølger          |

### Langbølger
Langbølgers frekvensinterval (fra men ikke med) 30-300 kHz og en bølgelængde (fra men ikke med) 10-1 km. De længste bølger bruges ved skibstelegrafi og radionavigation. Langbølger følger jordkrumningen, de opsuges stærkt over landområder, men passerer over vand uden væsentlige energitab. Langbølgeområdet er uafhængigt af kosmiske forstyrrelser og atmosfæriske forhold. Der kræves store sendereffekter og store antenneanlæg.

### Mellembølger
Mellembølgers frekvens ligger (fra men ikke med) 300-3000 kHz og har en bølgelængde (fra men ikke med) 1000-100 meter. De bruges under navigation og forbindelser med skibsfarten, samt offentlige radioudsendelser. Mellembølger opsuges over land på nogenlunde samme måde som langbølger. Imidlertid reflekteres mellembølger udmærket i ionosfæren, bedst dog om natten. Derved bliver forbindelser over lange afstande muliggjort. 
Se også Mellembølgebåndet.

## Udsendelse
Hvis man producerer en stor mængde vekselspænding, kan det frembringe vekselstrøm i ledningerne. Dette forekommer, selvom de to ledninger ikke er forbundet til et kredsløb eller med hinanden. Da de to ledninger ikke er sammensat, vil vekselstrømmen skabe et elektronfelt i de to ledninger, en positiv ladning i den ene ledning, og en negativ ladning i den anden ledning. Ledningselektronerne løber frem og tilbage i ledningerne, og der vil da ske et skift mellem de to ledningers ladning, hvilket frembringer en elektronacceleration.
De elektroner, der accelererer, udsender en energi i en form af elektromagnetisk stråling. 
De to ledninger danner så en antenne, som udsender radiobølger i den samme frekvens som vekselspændingen.

## Polarisation
Det kan vælges skal udsendes eller modtages med linear polarisering (fx vandret, lodret i forhold til jorden) eller cirkulær polarisering (venstre- eller højre-drejet).